# Pfarrkirche Sankt Veit im Pongau

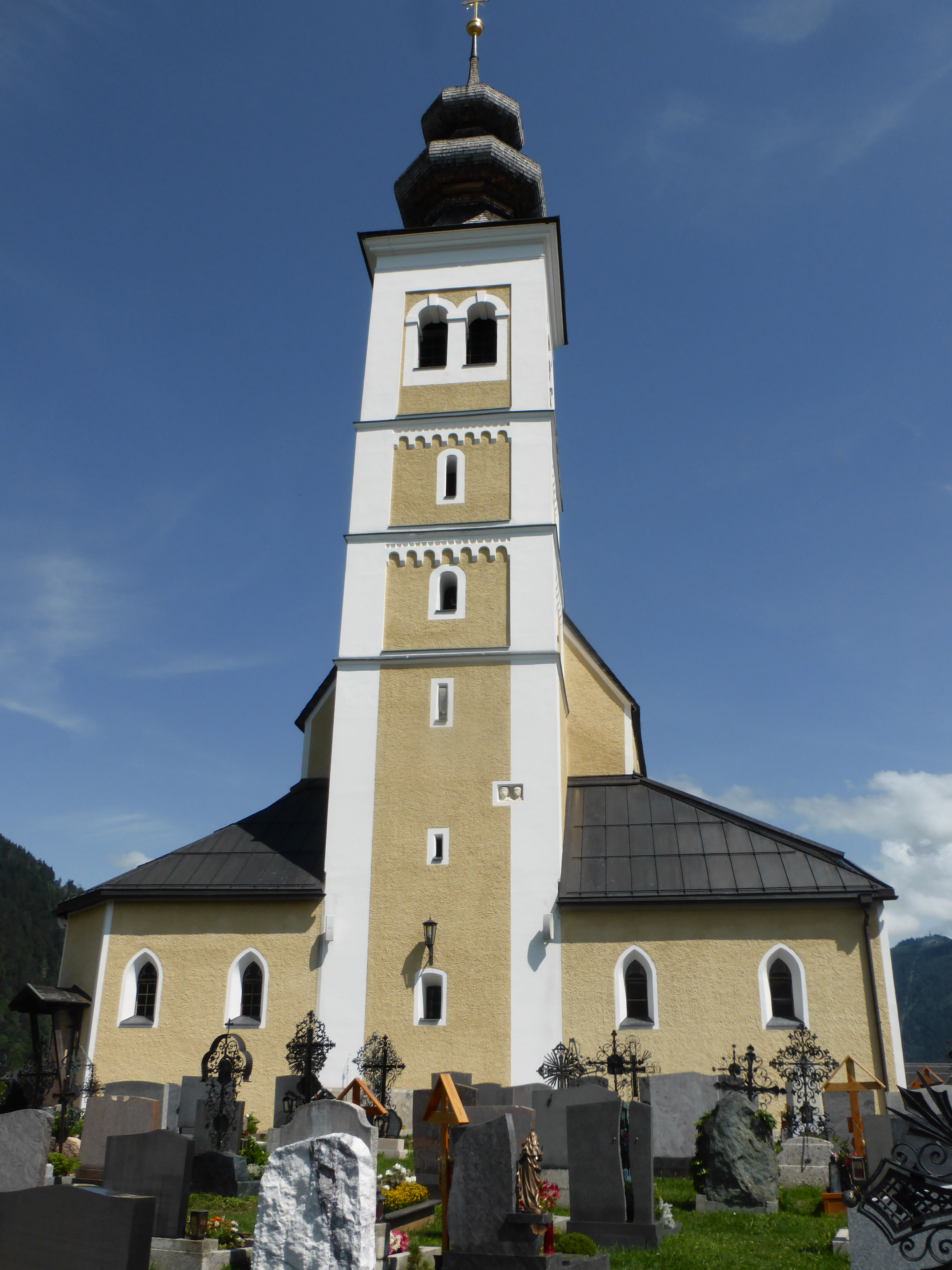
Kath. Pfarrkirche hl. Vitus in Sankt Veit im Pongau

Die Veitskirche ist seit 1074 röm. kath. Pfarrkirche in Sankt Veit im Pongau im Land Salzburg. Sie ist dem hl. Vitus geweiht, das Patrozinium wird am  15. Juni gefeiert. Die Pfarre zum Hl. Vitus gehört zum Pfarrverband  St. Johann im Pongau (PV3) der Erzdiözese Salzburg. Die Kirche steht, umgeben vom St. Veiter Friedhof, auf einer Anhöhe oberhalb des Marktplatzes.

## Geschichte
Die erste Erwähnung des Ortes und der Pfarrei (parrochia sancti Viti) findet sich 1074 unter Erzbischof Gebhard. Sie ist eine der Mutterpfarren des Pongaus und umfasste den ganzen südlichen Pongau. Sie wurde 1244 dem Salzburger Domkapitel inkorporiert, 1401 war sie Teil der Dompropstei und ab 1525 der Domdechantei. 1807 wurde die Pfarrei säkularisiert und dann 1812 dem Dekanat St. Johann unterstellt.
Eine erste Kirche wurde vermutlich zwischen 850 und 950 errichtet, im 11. Jahrhundert wurde eine romanische Kirche aus Stein erbaut. Diese war einschiffig, besaß eine flache Holzdecke und einen Ostturm. Im nördlichen Seitenschiff der heutigen Kirche wurden Reste des alten Turms und im Dachboden Reste der romanischen Balkendecke gefunden. Dieser Kirchenbau fiel dem großen Marktbrand von 1334 zum Opfer. In der Folge wurde unter Verwendung alter Mauerreste eine vergrößerte und mit zwei kreuzrippengewölbte Seitenschiffe ausgestattete gotische Kirche gebaut. Ebenso erhielt die Kirche den heutigen Westturm und zwei Kapellen (Schernbergkapelle und Totenkapelle). Im 15. Jahrhundert wurde der mit Springrauten gestaltete Chor errichtet und das Hauptschiff mit einem Rippengewölbe ausgestaltet. Der Turm wurde 1730/31 mit einem barocken Doppelzwiebelturm versehen. Das Mittelschiff wird durch zwei Achteckpfeiler in zwei gleich hohe Schiffe geteilt, das westliche Joch wird von der Orgelempore eingenommen.

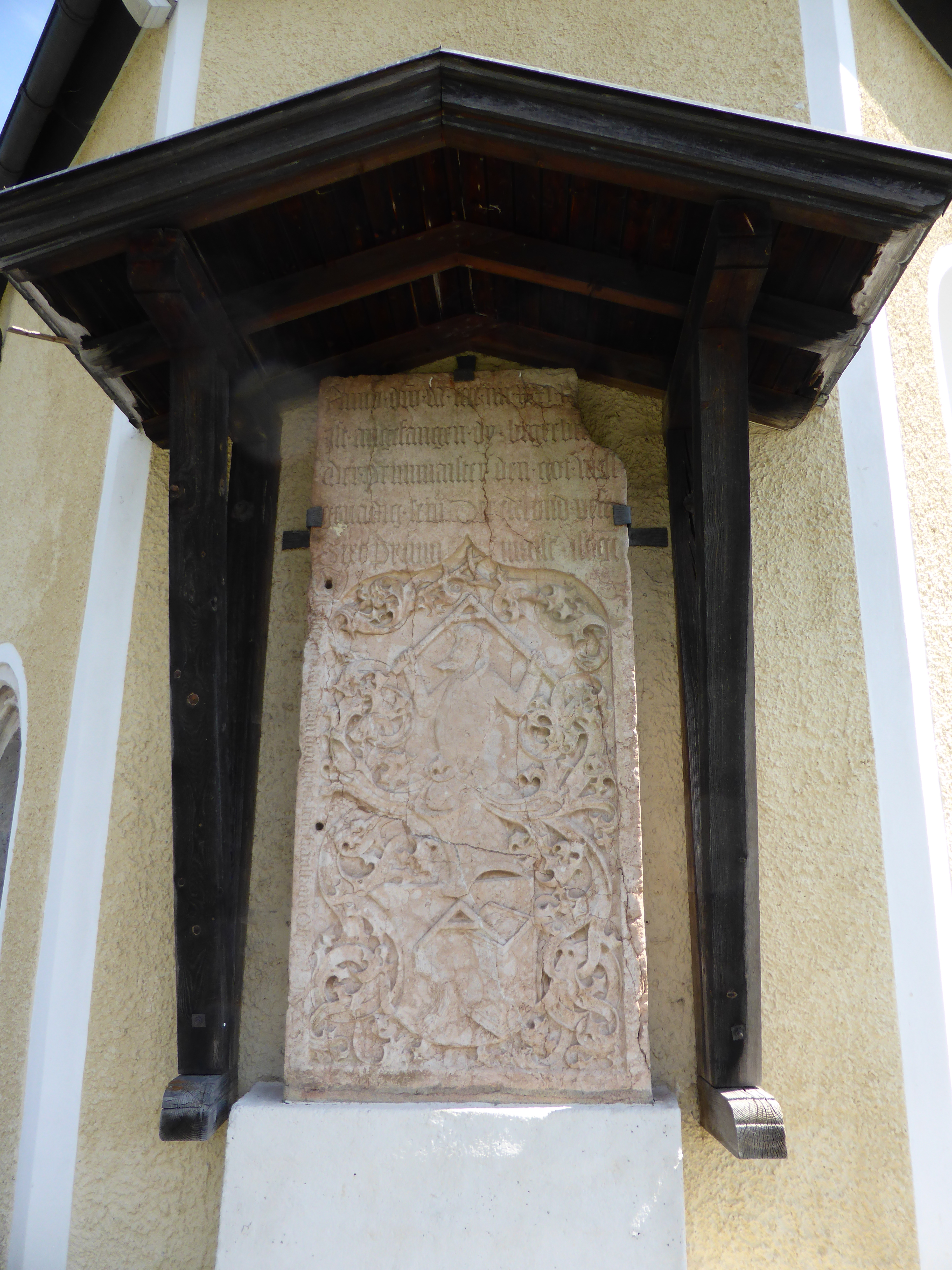
Reliefgrabstein von 1513 für Sixt Prunnmeister und seine Gattin

Außen an der Chorsüdseite führt eine Stiege zu der gotischen Krypta. An der Außenseite befindet sich auch ein spätgotisches Epitaph. Ebenso ist eine römische Spolie eingemauert, die ein Ehepaar darstellt.

## Pfarrvikare/Pfarrer

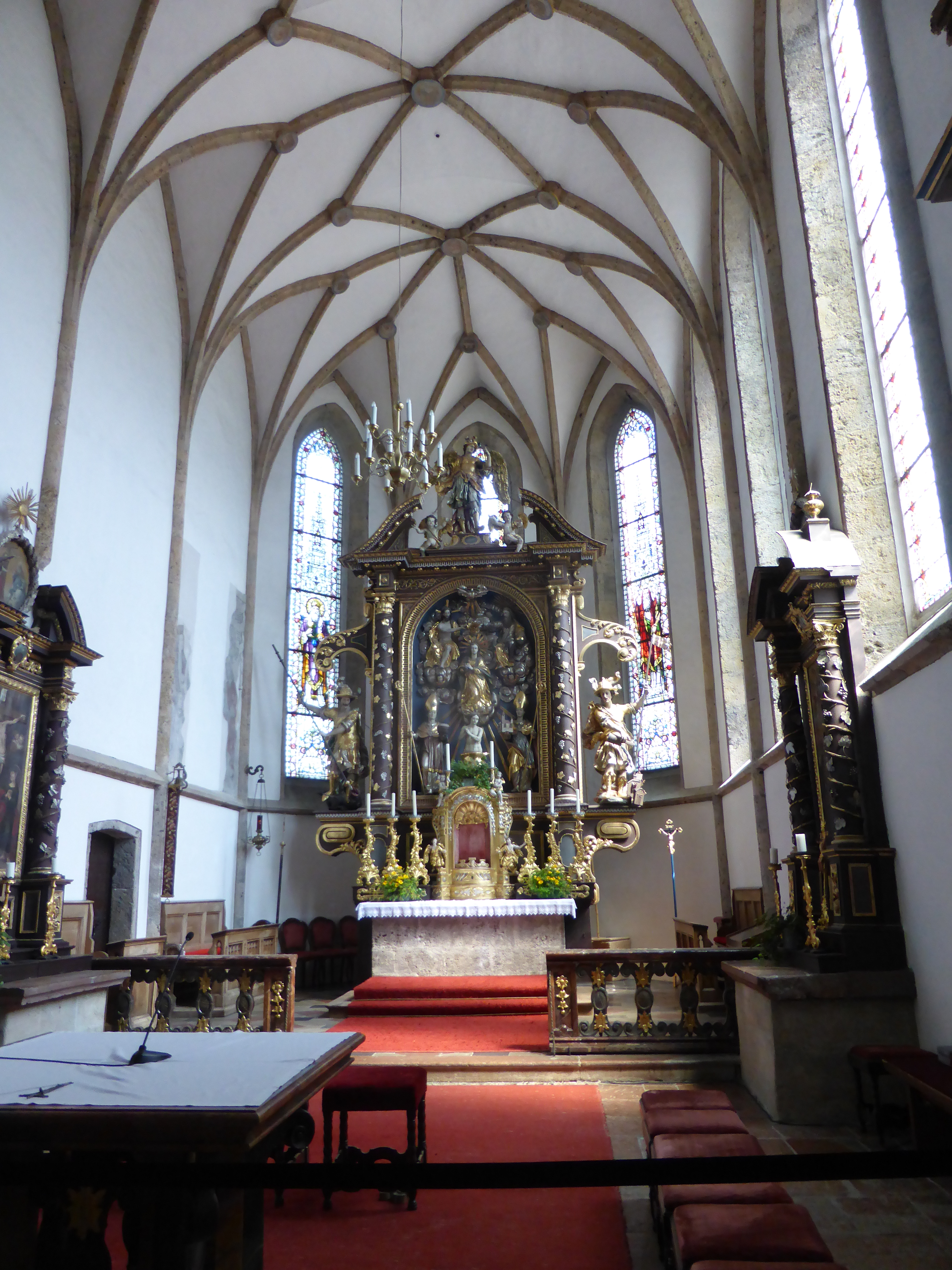
Hauptaltar der Kath. Pfarrkirche hl. Vitus

- 1847–1868 Johann Seitlinger
- 1868–1883 Berthulf Schiffer
- 1883–1895 Matthias Viehauser
- 1895–1923 Leonhard Mühlauer
- 1923–1931 Max Ringelschwendtner
- 1931–1953 Otto Dorfer
- 1953–1976 Jakob Prodinger
- 1976–1980 Franz Haberl
- 1980–1993 Josef Goßner
- 1993–2008 Georg Leitner
- 2008–2024 Alois Dürlinger
- 2024–jetzt Sepp Sams[3]

## Wallfahrt
Die Wallfahrt dürfte nur aus Einzelpilgern bestanden haben, Wallfahrtsmotive waren die Wiederbelebung toter Kinder, Fraisen und Epilepsie. Die Lebendopfer (schwarze Hühner) wurden hinter dem Hochaltar in einer Steige untergebracht. Der Lärm der Tiere während der hl. Messe führte zur Abschaffung dieses Brauches. Noch „1935 stellte eine Epileptikerin an den Pfarrer die Anfrage, ob sie nicht ein schwarzes Huhn opfern könnte.“

### Kultgegenstand
Gnadenbild war eine um 1470 geschaffene Statue des hl. Veit an einem Pfeiler am südlichen Seitenaltar, der Attribute trägt: mit der Linken ein schwarzes Huhn, mit der Rechten einen Palmwedel. Auf dem Hochaltar ist das Martyrium des hl. Vitus dargestellt.

### Votive
Votive waren lebende Tiere, nämlich schwarze Hühner, die während der Messe von den Votanten dreimal um den Hochaltar getragen wurden. Danach sperrte man sie hinter diesem in einer Steige ein.

## Ausstattung
Der Hauptaltar entstand 1649 aufgrund einer Stiftung des Conrad von Schernberg und seiner Gattin. In der Mittelnische wird die Krönung Mariens dargestellt, darunter ist Rupert von Salzburg mit einem Salzfass und der heilige Virgil mit einem Dommodell. Über dem Tabernakel ist die Figur des Kirchenpatrons St. Veit zu sehen, als Seitenfiguren finden sich der Hl. Georg und der Hl. Florian. Im Altarauszug wird der Hl. Michael als Seelenwäger abgebildet. Im Hauptschiff befindet sich auch ein Hängekreuz aus dem 17. Jahrhundert, die Kanzel stammt aus der zweiten Hälfte des 17. Jahrhunderts, diese ist mit einem Bild des Heilandes und Bildern der vier Evangelisten verziert.
1984 wurde ein Volksaltar nach Planung des Diözesanarchitekten Peter Schuh aufgestellt. Dabei wurde das alte Speisgitter mitverwendet. Die Nebenaltäre sind um 1660 entstanden. Der rechte zeigt den Hl. Sebastian mit dem Aufsatzbild Madonna mit Kind, der linke ist der Kreuzaltar mit dem Altarblatt Christus am Kreuz mit Maria, Johannes und Engeln, im Aufsatz wird die Hl. Dreifaltigkeit dargestellt. Neben dem Kreuzaltar befindet sich die Taufkapelle mit einem marmornen Taufstein von 1500 mit einem hölzernen Deckel von 1748. In der Taufkapelle wurden 1983 Reste einer gotischen Malerei freigelegt.
Im linken Seitenschiff ist ein Marienaltar aufgestellt, der 1750 von der 1732 gegründeten Skapulierbruderschaft gestiftet wurde. Dies ist ein Rokokoaltar mit gewundenen Säulen, das Altarblatt zeigt Maria, die dem Hl. Dominikus einen Rosenkranz überreicht, links davon ist eine Darstellung der Katharina von Siena. Zwischen den Säulen sind Figuren der Eltern Mariens, der Hl. Joachim und die Hl. Anna. Im rechten Seitenschiff befindet sich der Katharinenaltar (Mitte des 18. Jahrhunderts). Das Altarblatt zeigt die Hl. Katharina von Alexandrien. Die Seitenfiguren stellen die Heiligen Franz Xaver und Johannes Nepomuk (um 1750) dar.

## Orgel

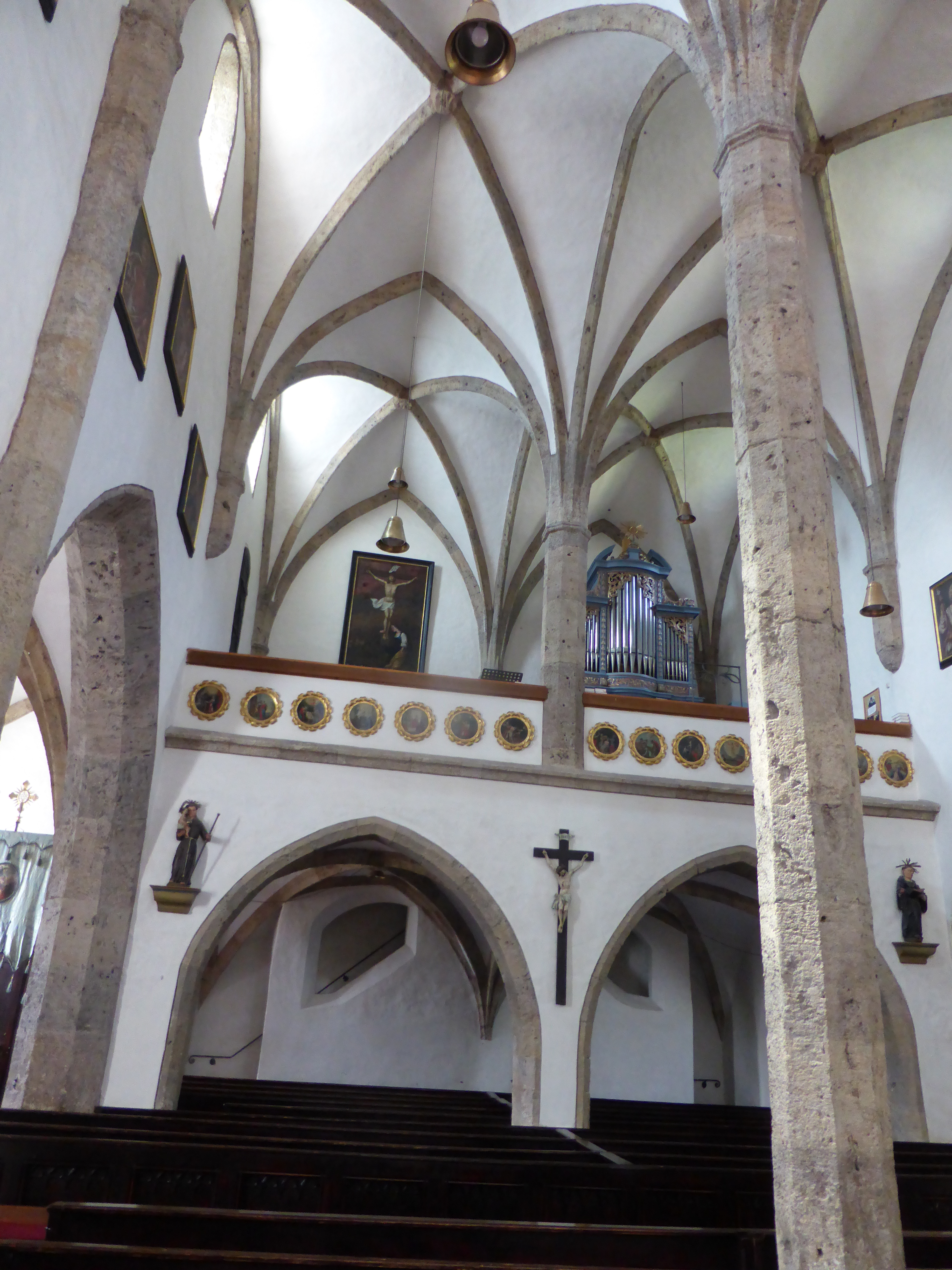
Orgelempore über Kreuzrippengewölbe

Die Orgel wurde 1714 von dem Orgelbauer Johann Christoph Egedacher errichtet. 1866 wurde sie von dem Tiroler Matthäus Mauracher überarbeitet, 1974 fand die letzte Renovierung und Erweiterung statt. An der Orgelempore finden sich Rundmedaillons mit den 15 Rosenkranzgeheimnissen aus dem 18. Jahrhundert, darunter sind Konsolfiguren des Hl. Antonius (um 1893) und des Hl. Leonhard (um 1780) angebracht, dazwischen ist ein barockes Vortragekreuz.

## Glocken
In der Kirche befinden sich drei historische Glocken. Die große Vitus-Glocke wiegt 1960 kg und wurde im Jahr 1534 vom Burghauser Glockengießer Hans Schuspek gegossen, die beiden anderen Glocken stammen von Jörg Gloppitscher aus dem Jahr 1464.